# Solenopsis solenopsidis
Solenopsis solenopsidis is een mierensoort uit de onderfamilie van de Myrmicinae. De wetenschappelijke naam van de soort is voor het eerst geldig gepubliceerd in 1953 door Kusnezov.